# Урк
Урк (фр. Ourcq) — річка у Франції, що протікає в регіонах О-де-Франс та Іль-де-Франс. Вона бере початок у муніципалітеті Курмон, тече дугою з північного заходу через захід на південний захід і впадає приблизно через 86 кілометрів на межі муніципалітетів Лізі-сюр-Орк і Марі-сюр-Марн як права притока в річку Марна. На своєму шляху Урк перетинає департаменти Ена, Уаза та Сена і Марна.
Річка Урк разом із джерелами Ренжис забезпечує місто Париж питною водою.

## Населені пункти на річці
- Курмон
- Фер-ан-Тарденуа
- Ла Ферте-Мілон
- Мароль
- Марей-сюр-Урк
- Круї-сюр-Урк
- Лізі-сюр-Урк

## Навігація
На початку 19 століття з ініціативи Наполеона I річку було розширено для судноплавства. На ділянці між селом Сіллі-ла-Потері та Марей-сюр-Урк річка була каналізована протягом 11 кілометрів і пристосована для вантажних перевезень за допомогою трьох шлюзів. На ділянці між Марей-сюр-Урк і Лізі-сюр-Урк паралельно річці було побудовано канал де л'Урк як бічний канал, який залишає долину Урк у Лізі-сюр-Урк і продовжується до міської території Парижа.